# Loosdorf (Dolna Austria)
Loosdorf – gmina targowa w Austrii, w kraju związkowym Dolna Austria, w powiecie Melk. Liczy 3 818 mieszkańców (1 stycznia 2014).

## Osoby urodzone w Loosdorfie
- Ignacy Kazimierz Ledóchowski, pułkownik
- Maria Ledóchowska, błogosławiona katolicka, misjonarka
- Urszula Ledóchowska, święta katolicka